# Eichenstein
Eichenstein (oberfränkisch: Aangerstaa) ist ein Gemeindeteil der Gemeinde Issigau im Landkreis Hof (Oberfranken, Bayern). Die Gemarkung Eichenstein hat eine Fläche von 4,810 km². Sie ist in 229 Flurstücke aufgeteilt, die eine durchschnittliche Fläche von 21005,07 m² haben. In ihr liegen neben dem namensgebenden Ort die Gemeindeteile Kupferbühl, Untereichenstein, Unterwolfstein und Wolfstein.

## Geografie
Das Dorf liegt am Rande des Höllentals im Naturpark Frankenwald, nahe der Grenze zu Thüringen. Die Häuser von Eichenstein sind weit verteilt wie in einer Streusiedlung. Eine Gemeindeverbindungsstraße führt nach Issigau zur Staatsstraße 2198 (1,4 km nordöstlich) bzw. zur St 2198 bei Kupferbühl (1,2 km südlich).

## Geschichte
Gegen Ende des 18. Jahrhunderts bestand Eichenstein aus neun Anwesen (Hintereichenstein: 5 Güter, Vordereichenstein: 3 Güter, Untereichenstein: 1 Gut). Die Hochgerichtsbarkeit sowie die Dorf- und Gemeindeherrschaft hatte das bayreuthische Stadtvogteiamt Hof. Das Rittergut Eichenstein war Grundherr sämtlicher Anwesen.
Von 1797 bis 1810 unterstand Eichenstein dem Justiz- und Kammeramt Hof. Infolge des Ersten Gemeindeedikts wurde Eichenstein dem 1812 gebildeten Steuerdistrikt Issigau und der zugleich entstandenen Ruralgemeinde Reitzenstein zugewiesen. Im Zuge der Gebietsreform in Bayern wurde Eichenstein am 1. Mai 1978 nach Issigau eingemeindet.

### Ehemaliges Baudenkmal
- Haus Nr. 2: Vierseithof. Wohnstallhaus mit Frackdach, vermutlich frühes 18. Jahrhundert; Wohnteil im Erdgeschoss noch in reiner Holzblockbauweise, hofseitiges Obergeschoss Fachwerk mit Lehmausfachung; Stall bis unter das Dach massiv erneuert; vorderer Giebel verschiefert.[8]

### Einwohnerentwicklung
| Jahr      | 1799   | 1819   | 1861   | 1871   | 1885   | 1900   | 1925   | 1950   | 1961   | 1970   | 1987  |
| Einwohner | 49     | 69     | 55     | 67     | 60     | 75     | 85     | 228    | 177    | 57     | 46    |
| Häuser    | 9      |        |        |        | 9      | 9      | 14     | 14     | 18     |        | 15    |
| Quelle    | [ 10 ] | [ 11 ] | [ 12 ] | [ 13 ] | [ 14 ] | [ 15 ] | [ 16 ] | [ 17 ] | [ 18 ] | [ 19 ] | [ 1 ] |

## Religion
Eichenstein ist seit der Reformation evangelisch-lutherisch geprägt und bis heute nach St. Simon und Judas (Issigau) gepfarrt.

## Sonstiges
Eichenstein ist eine der Wiegen des Skilanglaufes im Frankenwald. Schon 1951 wurde der Skiclub (SC) Eichenstein-Issigau gegründet. Der Verein nimmt an zahlreichen Wettbewerben teil und betreibt die Langlaufloipe Issigau–Reitzenstein–Sinterrasen. 

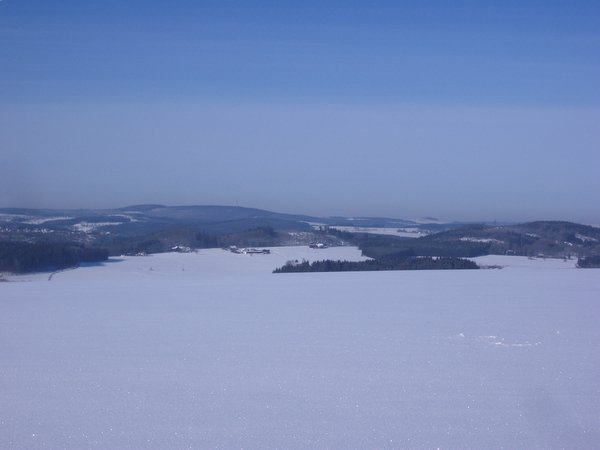
Eichenstein im Winter